# NGC 2183
NGC 2183 – mgławica refleksyjna znajdująca się w gwiazdozbiorze Jednorożca. Została odkryta w 1850 roku przez Bindona Stoneya – asystenta Williama Parsonsa.